# Iglesia de Santo Tomás Apóstol (Detroit)
La iglesia de Santo Tomás Apóstol era una iglesia católica ubicada en 8363 y 8383 Townsend Avenue en Detroit, la ciudad más poblada del estado de Míchigan (Estados Unidos). Fue incluido en el Registro Nacional de Lugares Históricos en 1989, pero posteriormente fue demolido.

## Historia
La de Santo Tomás Apóstol fue una parroquia católica compuesta por población polaco-estadounidense fundada en 1914, en el extremo este de los barrios polacos del lado este de Detroit. Se construyó en 1923 y tenía una escuela primaria y una secundaria. Fue una de las primeras parroquias en experimentar cambios en la población, ya que los residentes polacos originales comenzaron a mudarse a mediados del siglo XX. La parroquia se cerró en 1989 y la iglesia fue demolida poco después.
La escuela actualmente sirve como Centro de Evaluación de Santo Tomás para jóvenes con problemas.

## Descripción
El complejo parroquial de Santo Tomás Apóstol comprendía seis edificios, incluida la iglesia, la rectoría, la escuela y el convento.
La iglesia era esencialmente de diseño neorrománico, con algunos aspectos art déco. Fue construido con ladrillos colocados sobre baldosas entrelazadas Dennison, asentado sobre una base de piedra caliza. El edificio fue adornado con piedra caliza y loza vidriada toscana de varios colores. La fachada era una serie de bloques de techo a dos aguas con teja española. La entrada principal era a través de un bloque central a dos aguas, dimensionado para coincidir con la nave. La entrada estaba empotrada en el centro de un porche saliente y rodeada por arcos de columnas. Un enorme relieve eucarístico se colocó en lo alto en el centro de la fachada. La iglesia contaba con una gran cantidad de arte decorativo, que incluía vitrales y trabajos en bronce.
La rectoría era un gran edificio de dos pisos con buhardilla.

## Galería

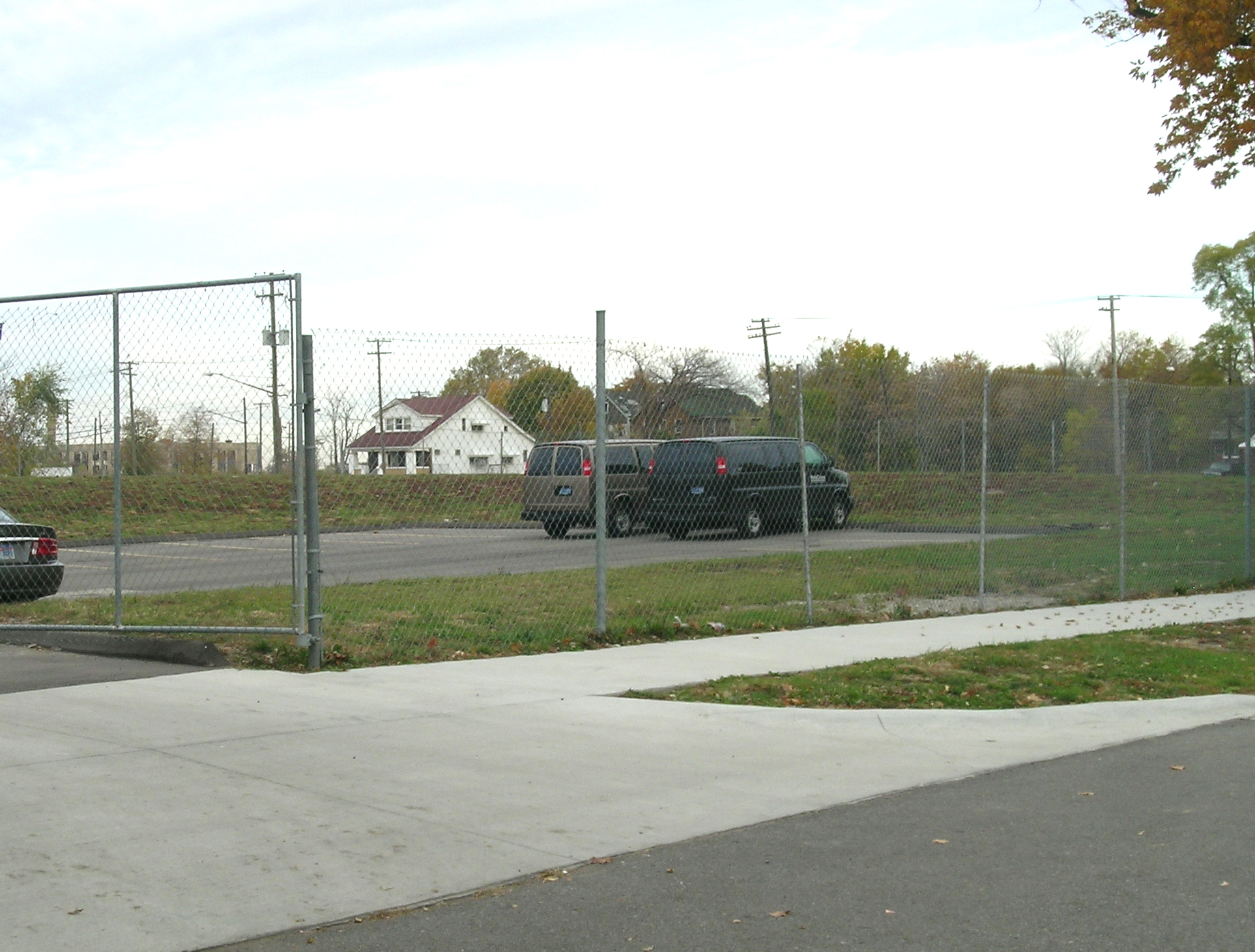
Estacionamiento donde una vez estuvo la iglesia
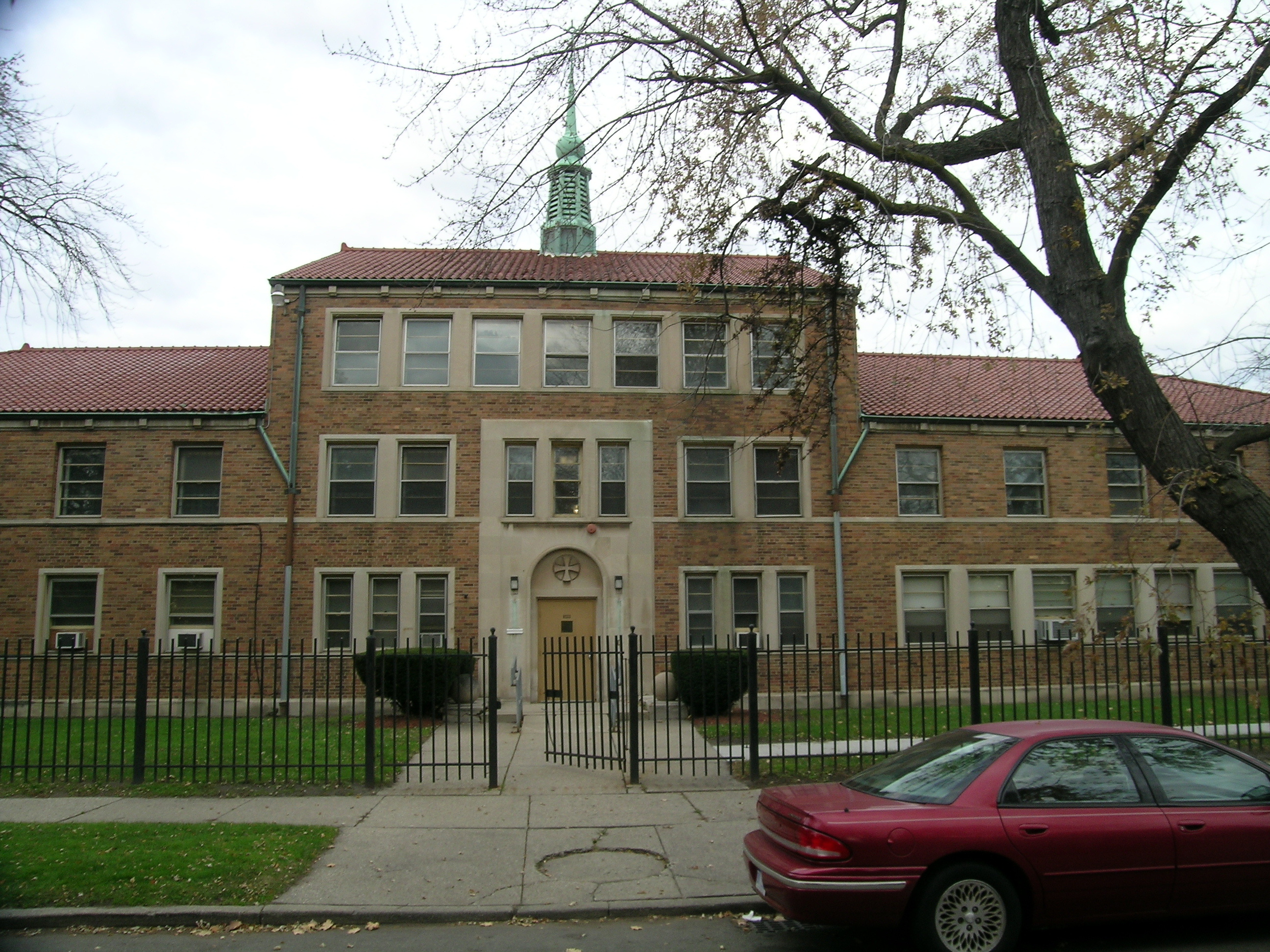
Escuela Santo Tomás